# Response (iudaism)

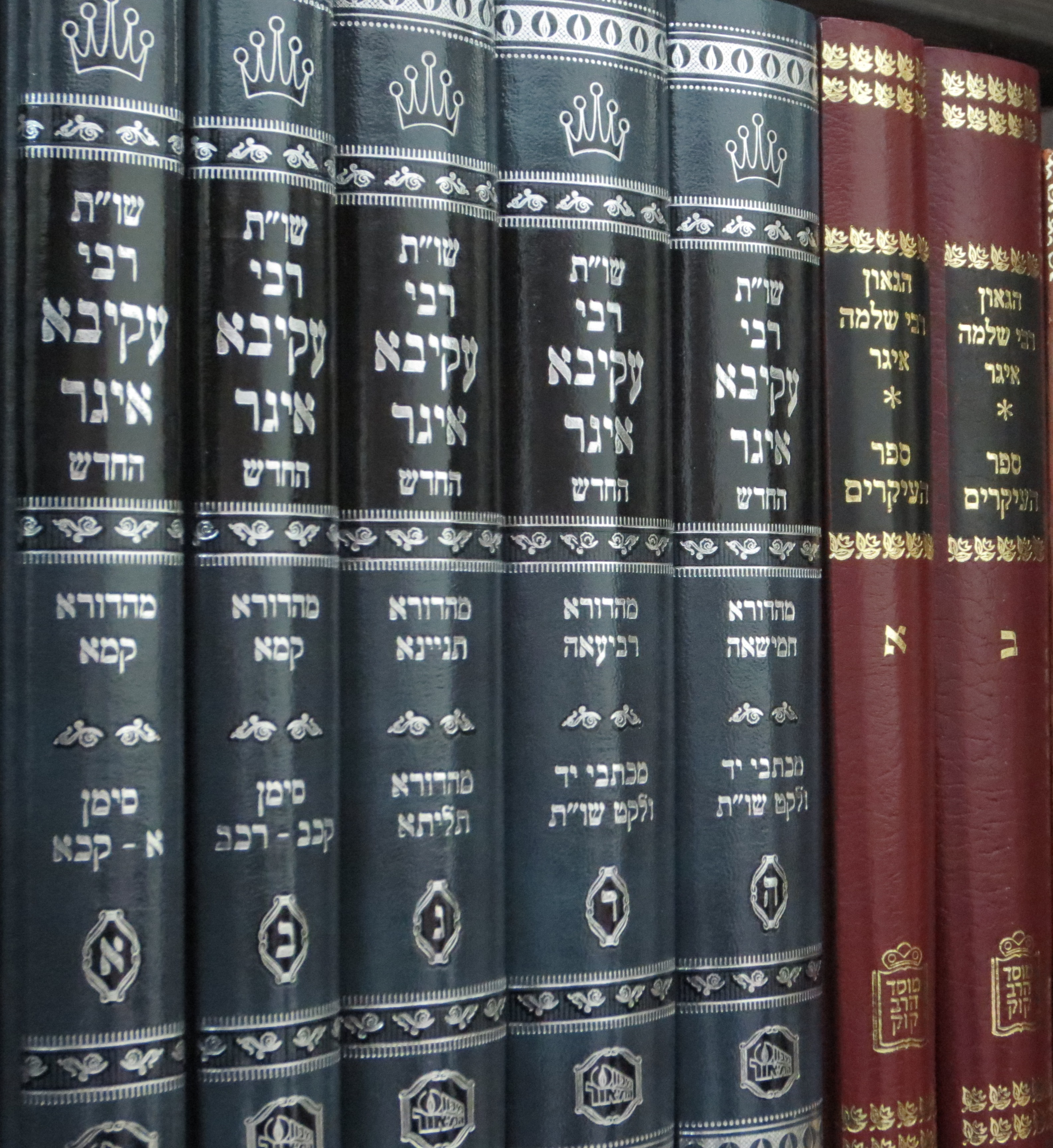
Culegerea de response a rabinului Akiva Eiger - în stânga și centru

Response sau response rabinice (din limba latină:responsum, responsa= răspuns,răspunsuri, de la Responsa Prudentium, în ebraică:שאלות ותשובות - Sheelot utshuvot, adică Întrebări și Răspunsuri, prescurtat שו"ת „Shot”) au fost în evul mediu și în timpurile moderne și contemporane interpelări în scris, de natură legală, ale unei autorități rabinice halahice cu scopul de a obține din prisma dreptului religios iudaic - Halahá, o decizie sau sentință rabinică (Psak halahá) în subiecte sau dileme diferite, în interpretarea textelor biblice, talmudice și halachice, ca și în domeniul vieții cotidiene,  
Responsele rabinice reprezintă un gen special de literatură rabinică, alături de comentariile rabinice - exegeza Bibliei ebraice, a Mișnei,Talmudului și a codurilor legii iudaice Halachá.
Responsele sunt, de obicei, adunate în culegeri. Multe dintre chestiunile ridicate sunt de natură ipotetică. Ele sunt supuse de rabini sau de evrei de rând judecății unui rabin de prestigiu (possék halahá) în domeniul legii iudaice Halahá, pentru a confirma sau a-și verifica propriile opinii. Din perspectivă istorică si critică, reponsele permit cercetarea problemelor cu care se confruntau  evreii, iar in zilele noastre se confruntă evreii observanți ai religiei mozaice, în viața lor de zi de zi în Diaspora  în mijlocul altor popoare și credințe iar astăzi, și în Statul Israel. 
Cele dintâi response par sa fi fost emise in perioada celui de-Al Doilea Templu din Ierusalim și au fost integrate în Talmud sau Tora orală. Genul a cunoscut o mare dezvoltare în perioada Gheonimilor, constituind una din principalele activități din academiile talmudice din Babilonia și Galileea. După declinul acestora activitatea responsivă a trecut la academiile talmudice periferice sau locale care au activat în perioada așa numiților învățați Rishonim și s-a concentrat nu numai pe articolele de lege, ci și pe versete, texte talmudice nejuridice, subiecte de filozofie și exegeză. După opinia lui Ignaz Goldziher, unele aspecte ale responselor au fost împrumutate din tradiția fatwelor islamice.
După expulzarea evreilor din Peninsula Iberică (Gerush Sfarad) și alte prigoane și persecuții, a fost redactat principalul cod juridic iudaic - Shulhan Aruh, iar responsele s-au focalizat din nou mai mult pe chestiuni legale . Apariția mai multor curente în cadrul iudaismului, din care ortodoxia reprezintă doar un pol, s-a însoțit de diversificarea întrebărilor și răspunsurilor, dar, de fapt, responsele continuă să joace un rol însemnat în principal în viața evreilor practicanți ortodocși si ultraortodocși. Reașezarea în masă a evreilor în Țara Israel a reactualizat subiecte juridice care au fost multă vreme teoretice și chiar uitate, ca de pildă în domeniul agriculturii și horticulturii în Țara Făgăduinței, subiecte legate de pace și război etc Responsele rabinice în Statul Israel au impact și asupra cetățenilor evrei care nu practică poruncile religioase, deoarece aspecte însemnate ale dreptului civil - încetățenirea, căsătoria, divorțul și înmormântarea - sunt subordonate legii religioase Halacha, sub jurisdicția Șef Rabinatului de orientare strictă ortodoxă.